# ألفرد بي. ستون
ألفرد بي. ستون هو سياسي أمريكي، ولد في 28 يونيو 1813 في Worthington, Massachusetts ‏ في الولايات المتحدة، وتوفي في 2 أغسطس 1865 في كولومبوس في الولايات المتحدة. نشط حزبياً في الحزب الديمقراطي والحزب الجمهوري. وقد انتخب أمين صندوق الدولة ‏ وانتخب عضو مجلس النواب الأمريكي ‏.